# 스네일 메일
스네일 메일(Snail Mail)은 미국의 싱어송라이터 린지 조던(Lindsey Jordan, 1999년 6월 16일 ~ )의 인디 록 솔로 프로젝트이다.

## 음반 목록

### 정규 앨범
- Lush (2018)
- Valentine (2021)

### EP
- Sticki (2015)
- Habit (2016)